# Podallea seyrigina
Podallea seyrigina är en insektsart som först beskrevs av Navás 1935.  Podallea seyrigina ingår i släktet Podallea och familjen Berothidae. Inga underarter finns listade i Catalogue of Life.